# Disa tenuicornis
Disa tenuicornis är en orkidéart som beskrevs av Harry Bolus. Disa tenuicornis ingår i släktet Disa och familjen orkidéer. Inga underarter finns listade i Catalogue of Life.